# Никитинка (Перемышльский район)
Ники́тинка — деревня в Перемышльском районе Калужской области России. Входит в сельское поселение «Деревня Григоровское».

## География
Расположена на берегу безымянного озера, примерно в 26 километрах на северо-восток от районного центра — села Перемышль. Рядом деревни Кириловское и Митинка.

## Население
| 2002 | 2010 |
| ---- | ---- |
| 0    | →0   |

## История
В 1858 году деревня (вл.) Никитина (Витовка) 2-го стана Лихвинского уезда, при речке Витовке, 10 дворах и 64 жителях, по левую сторону от транспортного тракта из Калуги в Одоев.
К 1914 году Никитинка — деревня Нелюбовской волости Лихвинского уезда Калужской губернии. В 1913 году население — 160 человек.
В годы Великой Отечественной войны деревня была оккупирована войсками Нацистской Германии с начала октября по конец декабря 1941 года. Освобождена в ходе Калужской наступательной операции частями 50-й армии генерал-лейтенанта И. В. Болдина.